# Спорт в Самарской области
Самарская область имеет богатую спортивную историю. В области родились и тренировались многие выдающиеся спортсмены, победители европейских и мировых чемпионатов, обладатели олимпийских наград.
Слава областного спорта в первую очередь связана с такими именами, как:
- Саитов Олег Элекпаевич - заслуженный мастер спорта по боксу,
- Немов Алексей Юрьевич - заслуженный мастер спорта по спортивной гимнастике,
- Кузнецова Ольга Геннадьевна - заслуженный мастер спорта по стрельбе пулевой,
- Шухов Борис Хабалович - заслуженный мастер спорта СССР по велосипедному спорту,
- Яркин Анатолий Николаевич - заслуженный мастер спорта СССР по велосипедному спорту,
- Ганеев Марат Саидович - заслуженный мастер спорта СССР по велосипедному спорту,

и многими другими выдающимися спортсменами.
В настоящее время на территории области действует большое количество спортивных федераций, профессиональных клубов и спортивных объектов.

## Спортивные федерации
Аккредитацией спортивных организаций, осуществляющих свою деятельность на территории Самарской области, занимается Министерство спорта Самарской области. В настоящее время министерством аккредитованы более 70 спортивных федераций.
| №  | Наименование организации | Вид спорта                  | Код вида спорта |
| -- | --- | --------------------------- | --------------- |
| 1  | Общественная организация «Федерация тяжелой атлетики Самарской области»                                                                                    | Тяжелая атлетика            | 0480001611Я     |
| 2  | Самарская региональная общественная организация «Федерация альпинизма Самарской области»                                                                   | Альпинизм                   | 0550005511Я     |
| 3  | Общественная организация «Федерация плавания Самарской области»                                                                                            | Плавание                    | 0070001611Я     |
| 4  | Общественная организация «Самарская областная федерация тхэквон-до (ВТФ)»                                                                                  | Тхэквондо                   | 0470001611Я     |
| 5  | Региональная общественная физкультурно-спортивная организация «Федерация каратэ Самарской области»                                                         | Каратэ                      | 1750001511Я     |
| 6  | Региональная Общественная организация «Самарская областная федерация футбола»                                                                              | Футбол                      | 0010002611Я     |
| 7  | Общественная организация «Федерация фитнес-аэробики и спортивной аэробики Самарской области»                                                               | Фитнес-аэробика             | 1250001311Я     |
| 8  | Общественная организация «Самарская областная Федерация Гребного Спорта»                                                                                   | Академическая гребля        | 0270001611Я     |
| 9  | Самарская региональная общественная организация «Федерация фехтования Самарской области»                                                                   | Фехтование                  | 0200001611Я     |
| 11 | Союз общественных объединений «Федерация танцевального спорта Самарской области»                                                                           | Танцевальный спорт          | 0860001511Я     |
| 12 | Самарская областная общественная организация «Федерация шашек Самарской области»                                                                           | Шашки                       | 0890002411Я     |
| 13 | Молодёжная общественная организация «Федерация современного пятиборья Самарской области»                                                                   | Современное пятиборье       | 0190001611Я     |
| 14 | Региональная общественная спортивная организация «Самарская областная федерация бильярдного спорта»                                                        | Бильярдный спорт            | 0620002511Я     |
| 15 | Региональная общественная организация «Самарская областная федерация гандбола»                                                                             | Гандбол                     | 0110002611Я     |
| 16 | Самарская региональная общественная организация «Федерация стрельбы из лука»                                                                               | стрельба из лука            | 0220001611Я     |
| 17 | Региональная общественная организация «Федерация воздухоплавания Самарской области»                                                                        | воздухоплавательный спорт   | 1550001411Я     |
| 18 | Общественная организация «Самарская областная федерация спортивного туризма»                                                                               | спортивный туризм           | 0840005411Я     |
| 19 | Общественная организация «Самарская региональная Федерация Сумо»                                                                                           | Сумо                        | 1700001411Я     |
| 20 | Самарская региональная общественная организация «Федерация горнолыжного спорта и туризма»                                                                  | горнолыжный спорт           | 0060003611Я     |
| 21 | Региональная общественная организация «Федерация тенниса Самарской области»                                                                                | Теннис                      | 0130002611Я     |
| 22 | Самарская региональная физкультурно-спортивная общественная организация «Федерация черлидинга»                                                             | Черлидинг                   | 1430001411Б     |
| 23 | Региональная общественная организация «Федерация воднолыжного спорта Самарской области»                                                                    | воднолыжный спорт           | 0640001511Я     |
| 24 | Региональная общественная организация «Самарская областная Федерация лыжных гонок»                                                                         | лыжные гонки                | 0310005611Я     |
| 25 | Региональная общественная организация «Федерация рукопашного боя Самарской области»                                                                        | рукопашный бой              | 1000001311Я     |
| 26 | Региональная общественная организация «Самарская областная федерация вольной борьбы и греко-римской борьбы»                                                | греко-римская борьба        | 0340001611А     |
| 27 | Региональная общественная организация «Самарская областная федерация вольной борьбы и греко-римской борьбы»                                                | вольная борьба              | 0260001611Я     |
| 28 | Региональная спортивная общественная организация «Автомобильная федерация Самарской области»                                                               | Автомобильный спорт         | 1660005511Я     |
| 29 | Региональная спортивная общественная организация «Самарская федерация тайского бокса»                                                                      | тайский бокс                | 0170001411Я     |
| 30 | Общественная организация «Самарская областная федерация легкой атлетики»                                                                                   | легкая атлетика             | 0020001611Я     |
| 31 | Общественная организация «Федерация баскетбола Самарской области»                                                                                          | Баскетбол                   | 0140002611Я     |
| 32 | Региональная общественная организация «Федерация парусного спорта Самарской области»                                                                       | Парусный спорт              | 0380005611Я     |
| 33 | Региональная общественная физкультурно-спортивная организация «Федерация акробатического рок-н-ролла Самарской области»                                    | Акробатический рок-н-ролл   | 1500001411Я     |
| 34 | Региональная общественная организация «Федерация авиамодельного спорта Самарской области»                                                                  | Авиамодельный спорт         | 1520001411Я     |
| 35 | Региональная общественная организация «Самарская федерация Киокусинкай»                                                                                    | Киокусинкай                 | 1730001411Я     |
| 36 | Общественная организация Самарской области «Федерация силового троеборья (пауэрлифтинга)»                                                                  | Пауэрлифтинг                | 0740001411Я     |
| 37 | Общественная организация «Федерация бокса Самарской области»                                                                                               | Бокс                        | 0250001611Я     |
| 38 | Самарская областная общественная организация «Федерация фигурного катания на коньках»                                                                      | Фигурное катание на коньках | 0500003611Я     |
| 39 | Общественная организация «Федерация парашютного спорта Самарской области»                                                                                  | Парашютный спорт            | 1620001411Я     |
| 40 | Региональная общественная организация «Федерация прыжков на батуте, акробатической дорожке и двойном мини трампе Самарской области»                        | Прыжки на батуте            | 0210001611Я     |
| 41 | Региональная общественная организация «Спортивная Объединенная Федерация СЛА-планерногои Дельталетного (СЛА-мото) спорта Самарской области «ЭКСТРИМ-КЛАСС» | СЛА-планерный               | 1580001411Я     |
| 42 | Региональная общественная организация «Спортивная Объединенная Федерация СЛА-планерногои Дельталетного (СЛА-мото) спорта Самарской области «ЭКСТРИМ-КЛАСС» | Дельталетный (СЛА-мото)     | 1570001411Я     |
| 43 | Общественная организация «Федерация спортивного рыболовства Самарской области»                                                                             | Рыболовный спорт            | 0920005411Г     |
| 44 | Самарская региональная общественная организация «Федерация водно-моторного спорта»                                                                         | Водно-моторный спорт        | 1480001511Я     |
| 45 | Самарская региональная общественная организация «Федерация Фристайла Самарской Области»                                                                    | Фристайл                    | 0510003611Я     |
| 46 | Региональная общественная организация «Федерация гиревого спорта Самарской области»                                                                        | Гиревой спорт               |                 |
| 47 | Региональная Общественная организация «Федерация спортивной гимнастики Самарской области»                                                                  | Спортивная гимнастика       | 0160001611Я     |
| 48 | Федерация художественной гимнастки Самарской области | художественная гимнастика   | 0520001611Я     |

## Профессиональные клубы
- Областной совет ФСО «Юность России»,
- Самарская региональная организация общественно-государственное объединение ВФСО «Динамо»,
- Общественная организация Областной физкультурно-оздоровительный спортивный клуб «Урожай»,
- Спортивное государственное объединение ЦСК ВВС,
- АНО МФК «Динамо-Самара»,
- ЗАО ПФК «Крылья Советов»,
- АНО ФК «Лада-Тольятти»,
- АНО ФК «Сызрань-2003»,
- Спортивная общественная организация «Баскетбольный клуб "Самара"»,
- Фонд развития волейбольного клуба «Нова»,
- Тольяттинская городская общественная организация Спортивный клуб «Мега-Лада»,
- Автономная некоммерческая организация Самарский детско-юношеский клуб настольного тенниса,
- Региональное отделение ДОСААФ России Самарской области.[4]

## Спортивные объекты

### Спортивные сооружения

#### Самара
- Стадион «Металлург» (футбол)
- Стадион «Волга» (футбол, американский футбол)
- Стадион «Динамо» (футбол, хоккей, л/атлетика, спидвей)
- Стадион «Локомотив» (хоккей с мячом)
- Стадион ЦСК ВВС (футбол, л/атлетика)
- СК «МТЛ Арена» (баскетбол, футзал, волейбол)
- Дворец спорта ЦСК ВВС (хоккей, фигурное катание)
- Дворец спорта по легкой атлетике
- Спортивные залы СамГТУ, Самарского университета

#### Сызрань
- Стадион «Центральный»
- СК «Кристалл»
  - Стадион «Кристалл»

#### Отрадный
- Стадион «Нефтяник»

#### Кинель
- Спортивный центр «Кинель»